# Pål Bye
Pål Bye (født 21. maj 1946 i Oslo) er en tidligere norsk håndboldmålmand som deltog under Sommer-OL 1972.
Han blev født i Oslo og repræsenterede klubben Oppsal IF. I 1972 var han en del af norges håndboldlandshold som kom på en 9.- plads i den olympiske turnering. Han spillede i fire kampe. Han spillede i alt 150 kampe for Norge mellem 1965 og 1980.